# Silsila (Syria)
Silsila (arab. سلسلة) – wieś w Syrii, w muhafazie Aleppo, w dystrykcie Al-Bab. W 2004 roku liczyła 119 mieszkańców.